# LimeSurvey
LimeSurvey（前身为PHPSurveyor）是一款开源的在线问卷调查程序，它用PHP语言编写并可以使用MySQL，PostgreSQL或者MSSQL等多种数据库，它集成了调查程序开发、调查问卷的发布以及数据收集等功能，使用它，用户不必了解这些功能的编程细节。
本系统包括了分支、自定义页面布局和设计（使用web template system），并且提供了基本的统计分析功能。调查可以匿名访问也可以限制为拥有“访问一次”令牌的用户参加，从而我们能得到匿名数据或者参与者与结果相分离的数据。
有大量的网页托管主机可以托管LimeSurvey，包括自己安装的主机也包括通过面板安装的主页空间，例如有Fantastico的cPanel （页面存档备份，存于），Plesk和Virtualmin专业版。LimeSurvey已经被（第三方）移植到许多CMS（内容管理系统）上， 如PostNuke，XOOPS和Joomla。

## 国际化
LimeSurvey总计有49种语言／方言版本，它使用UTF-8字符集（易于国际化）。这些版本主要包括：阿尔巴尼亚，巴斯克语，中文，克罗地亚，丹麦语，荷兰语，芬兰语，法语，加利西亚语，德语，希腊语，匈牙利语，希伯来语，意大利语，日语，葡萄牙语，俄语，塞尔维亚语，斯洛文尼亚语，西班牙语，瑞典语，以及其他一些不完全的翻译版本。

## 历史
- 2003年2月20日，LimeSurvey在开源网站SourceForge.net上注册，名为PHPSurveyor，最初由澳大利亚人Jason Cleeland开发。2003年3月5日，发布了第一个公开版本：0.93版。.

- 这个项目很快吸引了大量的用户，而用户又推动了一些高级特性的开发：如（条件）分支，令牌控制和模板。

- 2006年早期，项目开始由Carsten Schmitz领导，一个德国IT项目经理。2007年5月17日项目更名为LimeSurvey，（把名称中的PHP去掉），是为了更简单地控制软件版权。
- 2007年11月29日LimeSurvey在Les Trophées du Libre（英语：Les Trophées du Libre）竞赛中获公司管理类软件第一名。
- 2008年LimeSurvey荣获Best Project for the Enterprise提名，于SourceForge.net组织的Community Choice Awards 2008竞赛。

## LimeSurvey2.0版
目前，LimeSurvey开发团队已开发全新的LimeSurvey 2.0版。 LimeSurvey 2.0版将基于MVC(Model-View-Controller)架构和PHP框架Yii开发，底层代码将全部重写。除了代码结构的变化，新版本将基于AJAX技术设计全新、更友好的界面（这正是1.x版本所缺少的）。
目前2.0版已经放弃了原定的基于AJAX的界面，界面上与1.9x版没有太大的不同。

## 花絮
LimeSurvey在SourceForge.net上排名较高，2008年6月4日在100，000个项目中的排名是99。它的下载次数超过200,000次并且开发状态为"5 - Production/Stable, 6 - Mature"。 （页面存档备份，存于）
在2004年美国总统选举中，使用PHPSurveyor来收集异态投票数据。在10小时内它就验证了超过13500名投票者，它还成为他们的电子事件报告系统的一部分。
韩语版由韩国网络犯罪警察局制作。
Limesurvey还被用在许多高校中，职员和学生可以管理他们自己的调查。